# Irene Doukaina Laskarina
Irene Doukaina Laskarina, död 1268, var kejsarinna av Bulgarien 1258–1268, som gift med tsar Konstantin Tich av Bulgarien. 